# Іола (Орегон)
Іола (англ. Eola) — переписна місцевість (CDP) в США, в окрузі Полк штату Орегон. Населення — 60 осіб (2020).

## Географія
Іола розташована за координатами 44°55′53″ пн. ш. 123°7′16″ зх. д. / 44.93139° пн. ш. 123.12111° зх. д. (44.931351, -123.121229).  За даними Бюро перепису населення США в 2010 році переписна місцевість мала площу 0,14 км², уся площа — суходіл.

## Демографія
Згідно з переписом 2010 року, у переписній місцевості мешкало 45 осіб у 28 домогосподарствах у складі 13 родин. Густота населення становила 321 особа/км².  Було 28 помешкань (200/км²).
Расовий склад населення:
| - 91,1 % — білих - 6,7 % — корінних американців - 2,2 % — осіб інших рас |

До двох чи більше рас належало 0,0 %. Частка іспаномовних становила 2,2 % від усіх жителів.
За віковим діапазоном населення розподілялося таким чином: 4,4 % — особи молодші 18 років, 77,8 % — особи у віці 18—64 років, 17,8 % — особи у віці 65 років та старші. Медіана віку мешканця становила 53,5 року. На 100 осіб жіночої статі у переписній місцевості припадало 136,8 чоловіків;  на 100 жінок у віці від 18 років та старших — 126,3 чоловіків також старших 18 років.
Цивільне працевлаштоване населення становило 0 осіб. 